# Parthenodes bifurcalis
Parthenodes bifurcalis là một loài bướm đêm trong họ Crambidae.